# Liczba sitowa
Liczba sitowa – podstawowa wartość określająca siatkę sitodrukową. Stanowi ją ilość włókien przypadająca na centymetr (w nomenklaturze amerykańskiej - na cal).
Zatem popularna "stodwudziestka" to siatka zawierająca 120 włókien na cm (305 na cal). 
W procesie druku sitowego liczba sitowa ma wpływ na zużycie farby sitodrukowej. Chłonne podłoża (tkaniny, materiały porowate) wymagają siatek o mniejszej liczbie sitowej. Druk drobnych detali i większa rozdzielczość oraz niewielka grubość nałożonej farby  powoduje konieczność stosowania siatek o dużej liczbie sitowej.
W literaturze angielskiej liczba sitowa określana jest jako mesh count.